# Ериче
Ѐриче (на италиански: Erice, на сицилиански Erici или U Munti, Еричи или У Мунти, от 1167 до 1934 г. Monte San Giuliano, Монте Сан Джулиано) е град и община Южна Италия, Свободен общински консорциум Трапани, автономен регион Сицилия. Разположен е на 751 m надморска височина и е с население от 25 756 души (към 1 януари 2025 г.).
Ериче е дом на Научно-културния център „Еторе Майорана“, основан през 1963 г. – важна отправна точка за научните изследвания по целия свят.

## География, административно деление и население
Територията на Монте Сан Джулиано, днес наричана Агро Еричино, в миналото е включвала, освен територията на сегашната община, също и тази на Валдериче, Кустоначи, Сан Вито Ло Капо, Бузето Палицоло и част от тази на Кастеламаре дел Голфо. Mежду 1948 и 1955 г. се отделят и се превръщат в общините Валдериче, Кустоначи, Сан Вито Ло Капо и Бузето Палицоло.
До средата на XX век територията на Ериче е предимно селска, с икономика, основана на земеделие, пасища и разпръснати селскостопански селища. От 50-те години на XX век нататък бързото и до голяма степен нерегулирано градско разрастване променя долните райони. Каза Санта се очертава като административен и търговски център на общината, докато историческият център се превръща в туристически център. Историческият център се намира на надморска височина от около 750 метра на върха на Монте Ериче, докато по-широката община се простира до бреговата линия, обхващайки разнообразен релеф от планински, хълмист и крайбрежен терен.
Има 12 подселища: Адраня, Бальо Рицо, Балата, Каза Санта, Крочефисело, Ленци, Напола, Пицолунго, Ригалета, Сан Кузумано, Спекия и Торета.
Граничи със следните 4 общини: Валдериче, Трапани, Пачеко и Бузето Палицоло.
Отстои на 4,4 km от Трапани и на 66 km от Палермо.
Ериче е общината с най-висока гъстота на населението (533 души/км2) в Свободния общински консорциум Трапани.
Към 1 щнуари 2025 г. населението му е 25 756 души. Към 1 януари 2024 г. в него живеят 450 чужди граждани (предимно румънски – 155 души), сред които и 1 български.

## Природни зони
Планината Ериче (Monte Erice) е голяма природна зона с гори, по-специално районът Мартоня, държавната гора Сант'Ана и контрада Порта Спада.
Горският корпус на Сицилианската област управлява музея на агролесовъдството „Сан Матео“, древна селска сграда с двор в държавната гора Ериче, на 4 км от върха. Периодичната, а сега и ежегодна престъпна практика на палежи е опустошила планината и околностите на града, които до 2-те г. на XX век са били изцяло гористи.

## Топоним
Древногръцкото му име е било Ἔρυξ, а латинското ERYX. През арабския период приема името Монте Сан Джулиано (Monte San Giuliano), което запазва до 1934 г., когато приема сегашното си име.

## История

### Произход и ранни години
Според Тукидид Ериче е бил основан от троянски изгнаници, които, бягайки към Средиземно море, са намерили мястото за идеално за заселване; според него троянците, които обединяват сили с местното население, по-късно дават началото на елимите. Върхът на планината Ериче е основан от елимите, които укрепват града около VIII век пр.н.е. и го превръщат в религиозен център с голямо значение. Градът става крепост със значителен престиж и заедно със Сиракуза и Ена е една от най-важните сицилиански крепости. В древността, заедно със Сегеста, основана по същото време, Ериче е най-важният град на елимите, по-специално центърът, където се провеждат религиозните им обреди. Те издигат храм, посветен на култа към богинята на плодородието и любовта. Последвалите владетели наричат храма на своите божества: финикийците почитат Танит-Астарта, древните гърци – Афродита, а древните римляни - Венера Ерицинска. 
Вергилий споменава Ериче в третата книга на „Енеида“: Еней докосва сицилианския бряг два пъти точно под Ериче, в Трапани: първия път заради смъртта на баща си Анхис, а година по-късно заради игрите в негова чест („... hinc Drepani (Trapani) me portus et inlaetabilis ora accipit,...“). В Песен V Вергилий разказва, че в още по-далечна епоха самият Херакъл е бил там в известната битка с гиганта Ерикс, именно на мястото, където младият и самонадеян Дарес и възрастният Ентел по-късно са се изправили един срещу друг в играта на кош.
В борбата, водена от елимите и картагенците срещу елинската експанзия в Западна Сицилия, Ериче се превръща почти в аванпост на Картаген. Опитите за завладяване на планината и нейния храм-крепост почти винаги са имали нещастен край. През 398-397 г. пр.н.е. Ериче попада в ръцете на картагенците и на сиракузците по време на войната, завършила с разрушаването на Мотия.
През 278 г. пр.н.е. Пир, цар на Епир, успява да завладее крепостта Ериче. Така Ериче става част от неговата краткотрайна елинска империя, но се връща у картагенците след поражението при Беневенто.
По време на Първата пуническа война картагенският генерал Хамилкар Барка нарежда укрепването му, а от Ериче и Дрепанум (Трапани, където построява известния замък „Кастело дела Колумбая“) той защитава и Лилибей (дн. Марсала). Барка и неговият флот печелят първата важна морска битка между Рим и Картаген – битката при Трапани през 249 г. пр.н.е., благодарение на неразумното действие на римския флот, предизвикано от римския генерал Публий Клавдий Пулхер. Римският флот след това печели втора морската битка и Първата пуническа война с битката при Егадските острови на 10 март 241 г. пр.н.е.
За римляните Ериче е важен център, където почитат Венера Ерицинска – първата богиня от римската митология, подобна на гръцката Афродита. Диодор Сицилийски разказва за пристигането на Липар, син на Авсон, на Еолийските острови, добавяйки, че сиканите са „обитавали високите върхове на планините и почитали Венера Ерицинска“. След като попада под тяхно владение, Ериче упада във военно отношение, губейки всякаква отбранителна функция. След като достига максимален просперитет, и старото светилище започва да запада. Въпреки това, функционалността и значението на светилището през вековете на римско господство остават непроменени, поне съдейки по историческите източници от онова време, не на последно място на Цицерон през I век пр.н.е. Светилището през тези векове е място за поклонение. В римско време Ериче губи значението си на крепост, докато светилището е поставено начело на конфедерация от 17 сицилиански града и е защитавано от римски гарнизон.
Има малко или никаква информация за града и светилището през византийския период, въпреки че той остава икономически активен. Под управлението на византийците Ериче губи своята общинска автономия, тъй като името му никога не се появява в нито публичен документ от онова време.
След падането на Римската империя през 395 г. Ериче изчезва от историческите сведения. Едва през XII век, от арабски източници, се появява информация за град с името Гебел ел Хамид, разположен точно там, където е Ериче.

### Араби и нормани
По време на арабското управление (от 831 г. до норманското завладяване на острова) Ериче става Гебел ел Хамид (планината на Мохамед) и напълно губи мощта си. 
При норманите градът процъфтява за нов живот: старата крепост придобива характера на аванпост и норманите я укрепват, увеличавайки нейната ефективност. През 1076 г. нормандският граф Роже II обсажда мюсюлманските жители в планинския район. В ранните часове на деня, докато отправя молитва за успешна победа, той сънува рицаря Юлиан – гордо възседнал бял кон, облечен в блестяща бойна броня и обгърнат в червено наметало. На ръката му е кацнал сокол, а присъствието му вдъхва ужас у мюсюлманите, които хукват в бягство. Така Гебел ел Хамид преминава под норманска власт и в знак на преданост към светеца през 1167 г. получава името Монте Сан Джулиано („Планината на Свети Юлиан“).
През XII век Ериче възвръща значението си под норманско владичество и до XV век остава бастион с висока стратегическа стойност. Градът набира значимост благодарение на изграждането на нови общински и религиозни сгради, превръщайки се в един от водещите центрове на кралството. Освен това с привилегиите, предоставени в документ, подписан от Фридрих II през XIII век, жителите му получават легитимност за владение на обширни територии – от планината Ериче до границите на Трапани и на изток чак до Сан Вито Ло Капо и Кастеламаре дел Голфо. 

### Щауфени, Анжуйци и Арагонци
Ериче просперира в периодите на последователното господство на Щауфени, Анжуйци и Арагонци. 
Под управлението на Щауфените Ериче придобива още по-голямо значение в сравнение с норманския период и се обогатява с нова територия, която се разширява и включва феода Скопело. В Генералния парламент на Фоджа (1241 г.) Фридрих II, император и крал на Сицилия, потвърждава на жителиите му общото владение на земите, вече предоставени им от Вилхелм II Отвилски, и добавя към вече забележителното им разширение други необитаеми селища.
След смъртта на император Фридрих II (1250 г.) в Сицилия следва дълъг период на безредици поради проблема с наследяването, за който претендира Манфред, крал на Сицилия от 1258 г. Ериче, следвайки примера на няколко големи феодални семейства и други градове от кралското имение, се присъединява към бунтовниците срещу Манфред. Граф Федерико Ланча, чичо на Манфред, лично повежда експедиция срещу Ериче. Градът е разграбен и опустошен, а на жителите му е наредено да го напуснат завинаги. Това наказание, наложено от Ланча, обаче не води до последващи действия. Макар и несъмнено драматични, последиците от епизода се отразяват на икономическите и демографските условия на града, но не са достатъчно сериозни, за да отслабят потенциалните му ресурси и оцеляване.
Ериче дължи възраждането си на Войните на Сицилианската вечерня (1282-1302; 1313-1372), превръщайки се в крепостта, от която произлизат военните действия на Фридрих Арагонски, крал на Сицилия до 1337 г.  
Свети Алберт Абатски, който проповядва действия срещу Анжуйците, е потомък на Абати – едно от най-големите семейства в града.
XIV век и някои години от следващия век са периоди на разцвет и на консолидиране на общността на гражданите, свързани с вече известното заселване на града и с грижата за голямата му прилежаща територия, благодарение на многобройните привилегии, предоставени от норманските монарси от времето на Вилхелм II нататък и от кралете от други династии. От различните и понякога отдалечени места на произход на гражданите (има гърци, испанци, венецианци, ломбардци, тосканци, кампанийци, апулийци, калабрийци и сицилианци) се формира нова общност от habitatores. Започват да се появяват семейства на по-предприемчиви земеделци и животновъди, които заедно със занаятчиите и търговците оживяват икономическия живот.
По време на Периода на четиримата викарии (1377–1392) кръвопролитните битки и вътрешните конфликти, подхранвани от могъщите феодали, тежко засягат общността на Ериче. В продължение на петнадесет години градът страда от политическите сътресения в Сицилия, а допълнително изпитание са чумата и глада, които разклащат жизнеността на населението.
През 1407 г. крал Алфонсо V Арагонски постановява, че Ериче не може да бъде продаден или отделен от Кралското имение, независимо от бъдещите обстоятелства. 
По времето на Карл V градът е принуден да участва във финансирането на военни кампании. През 1535 г., по време на императорския поход срещу Тунис, Ериче осигурява галера, финансирана със 1000 унции. Когато през 1555 г., въпреки указа на крал Алфонсо, Карл V се опитва да продаде Ериче за 4000 скуди, оправдавайки това решение с необходимостта от създаване на фонд за укрепване на бреговете, опустошени от сарацините, жителите на Ериче се откупват, за да не загубят предимствата да бъдат „кралски град“.
Арагонското управление е белязано от значителни народни въстания. През 1516 г., след смъртта на Фернандо II, избухва бунт, който баронът на Кастеламаре жестоко потушава. През 1544 г., когато Джузепе Санклементе, барон на Иничи, пристига за инспекция на градската милиция, отново пламва въстание, което води до затваряне на най-непокорните жители. В разгара на чумната епидемия през 1624 г. населението се вдига срещу барон Николо Морсо, чието авторитарно управление предизвиква широко обществено недоволство.
Монашеският живот, с множеството манастири, основани и поддържани от видни местни семейства, заема важно място в градската култура. От XVI век традиционното представяне на религиозните мистерии се провежда на Разпети петък, едновременно с аналогичните чествания в Трапани. 
През 1647 г. испанското правителство продава града. Ериче се откупва, като плаща огромната сума от 14 000 златни скуди в испанската хазна. Като награда му е дадена титлата „Феделисима“. 
До Бурбонската реформа на Томазо Натале, маркиз на Монтерозато (XVIII век), която променя икономическата система на държавните градове, богатството на семействата, обитавали Ериче, се отразява в множеството малки дворци и величествени имения, издигнати в града. Около сто влиятелни семейства – капитани, съдебни заседатели, магистрати – през седемте века от съществуването на града оставят трайни следи от своята жизненост и влияние.
През 1798 г. населението на Ериче, съсредоточено главно в града, достига 8172 жители. Равнината остава уязвима и несигурна, но градът се радва на значително, макар и неравномерно разпределено, финансово благополучие. Това позволява изграждането и разширяването на множество църкви, дейността на различни монашески ордени и развитието на динамична занаятчийска класа. Градът е дом на многобройни образовани духовници и професионалисти, а религиозните празници се честват пищно през цялата година.
През 1816 г., с основаването на Кралството на Двете Сицилии и провеждането на административната реформа, с която се слага край на старата феодална система, Ериче губи своите исторически привилегии и е понижен до ранг на второстепенен областен център.

### ХХ век
През 1934 г. Монте Сан Джулиано отново приема името „Ериче“. Тогава населението му достига 35 000 души, от които едва 3000 живеят в столицата. По-голямата част от жителите се установява в многобройните разпръснати къщи и предградия, принадлежащи към основните подселища Сан Вито Ло Капо, Кустоначи, Бузето Палицоло и Валдериче. Това води до отслабване на традиционната роля на града като административен и жилищен център, особено след като първите правителства на Сицилианския регион предоставят исканите автономии.
След Втората световна война и първите демократични избори Ериче попада под управлението на социалистическа администрация начело с кмета Себастиано Бонфилио. Управлението му е белязано от сериозни предизвикателства в условията на нестабилна политическа и икономическа обстановка. Въпреки това градът постепенно започва да придобива характер на ваканционен и туристически център, макар че развитието му остава скромно и недостатъчно за формиране на устойчива икономическа алтернатива.
Следвоенният период изправя Ериче пред множество нерешени проблеми. С историческата загуба на ролята му като единствен административен център на региона и появата на четири нови автономни общини, градът се преориентира към модерната си функция на престижен жилищен и туристически център.
От 1957 г. всяка година през пролетта се организира автомобилно състезание по изкачване на хълм, наречено „Gara in salita di velocità Monte Erice“, за което има и италианско първенство и европейско първенство. По остри завои, които започват от Валдериче и достигат върха на едноименната планина, модерни и исторически автомобили, състезателни прототипи и формули префучават с пълна скорост, заобиколени от спортисти и ентусиасти.
От 1963 г. насам тук се помещава Центърът за научна култура „Еторе Майорана“, създаден по инициатива на професор Антонино Дзикики, който привлича най-квалифицираните учени в света за научно разглеждане на проблеми, засягащи различни сектори: от медицината до правото, от историята до астрономията, от филологията до химията. Поради тази причина градът е получил прякора „град на науката“.
От 1972 г. бившият манастир „Сан Карло“ е седалище на Художествената културна асоциация „Ла Салерниана“, основана от поета Джакомо Транчида, която съхранява произведения на Карла Акарди, Джани Аздрубали, Пиетро Консагра, Антонио Санфилипо, Емилио Тадини и други, и където се организират изложби на съвременно изкуство, курирани от важни критици като Палма Букарели, Акиле Бонито Олива, Лучано Карамел и Джулио Карло Арган.

## Митове и легенди

### Ерикс и Херкулес
Според легендата земите на Ериче били под властта на полубога Ерикс, син на Бут, един от спътниците на Одисей, и на богинята Афродита. Когато научил, че прочутият Херкулес е посетил неговото царство, Ерикс решил да го предизвика, за да докаже кой е по-силен. Залогът бил голям: ако Ерикс загубел, той е трябвало да предаде всичките си владения на Херкулес. В случай на победа обаче могъщият герой е щял да му предостави свещените крави, които носел със себе си. Но Херкулес, прочут с невероятната си сила, надделял над Ерикс и спечелил двубоя. Вместо да се възползва от победата си и да управлява земите на Ерикс, Херкулес решил да остави царството в ръцете на неговите жители и продължил своето пътуване.

### Дедал и Минос
След бягството си от о-в Крит Дедал намерил убежище в Сицилия при сиканския цар Кокал. Разяреният Минос, който искал да го накаже със смърт заради помощта, оказана на Пасифея, открил къде се намира Дедал и отправил искане към Кокал за предаването му. Царят привидно се съгласил, но всъщност замислил коварен план. Той подмамил Минос в гореща баня, където последният намерил своя край. След смъртта му критските придружители на царя го погребали преди да се завърнат в родината си. В негова чест те издигнали храм, посветен на Афродита, който според някои е бил всъщност храмът на Ерицианската богиня, под който се предполага, че е бил погребан самият Минос.

### Венера Ерицинска
Планината Ериче отдавна е била място за почит към богиня, която първоначално символизирала плодородието, а по-късно – любовта и красотата. Уникалната ѝ форма, която създава илюзията, че е по-висока от действителното ѝ измерение (756 м), както и честото ѝ забулване в мистериозна мъгла, допринасят за култовото ѝ значение. Подобно на Олимп, смятан за седалище на гръцките богове, Ериче вдъхновява древните с представата за връзката между водата и плодородието.

### Свети Никола
Свети Никола е обект на множество легенди, които формират основата на неговата почит. Според преданията той наследил значително богатство от родителите си, но вместо да го задържи, го раздал на бедните. През живота си се грижил за сираци, вдовици и хора, изпаднали в беда. 
Най-известната легенда разказва за неговата щедрост към три момичета, които били на прага на унижение, тъй като баща им не можел да погаси тежките си дългове. За три последователни нощи Свети Никола тайно оставял кесии с монети в прозореца на тяхната спалня, избавяйки ги от мрачната съдба. Благодарение на неговата щедрост, бащата успял да изплати дълговете си и да осигури зестра за дъщерите си. Именно поради това неомъжените момичета, желаещи брак, се молят на Свети Никола.
По време на престоя си в Бари той, според легендите, спасил живота на моряци, което довело до неговото почитане като покровител на мореплавателите и търговците. Той закрилял рибарите и лодкарите в Централна Европа, грижил се за мостове и предпазвал от наводнения. Оттогава празникът му, честван на 6 декември, се свързва с богатство и просперитет.

## Икономика
Земеделието и животновъдството са типични за района. Индустрията е съставена от множество компании, работещи в следните сектори: хранително-вкусова промишленост, строителство, металургия, машиностроене, дървообработване, строителни материали, производство на пластмасови изделия и добив на камъни. Сред занаятчийските продукти се открояват фино декорирана керамика и многоцветни ръчно тъкани килими. Сферата на услугите се състои от дискретна търговска мрежа и набор от най-квалифицирани услуги, включително банково дело и информационни технологии.
Сред най-традиционните дейности са занаятчийските, които се отличават с обработката на желязо и дърво, както и с изкуството на керамиката и текстила, като последните са насочени към създаването на килими и чанти.

## Забележителности

### Градска и военна архитектура
- Циклопски стени от елимийско-финикийско-пуническия период – VIII-VII век пр.н.е.
- Замък на Венера - нормански замък от XII-XIII век върху останките на римския храм на Венера Ерицианска
- Замък и кули на Балио
- Кула Пеполи (19 век)
- Градина на Балио
- Испански квартал
- Общински музей „Антонио Кордичи"
- Общинска библиотека „Вито Карвини“
- Порта Кармине
- Порта Трапани

- Цииклопски стени
- Замък на Венера
- Замък Балио
- Кула Пеполи
- Порта Кармине

### Исторически сгради
- Дворец Салес, XVIII век, улица „Вито Карвини“
- Дворец Булгарела, XVIII век, улица „Сан Франческо“. От 1900 г. преминава към наследниците на Вултаджо Стабиле
- Палацо Ла Порта, XVIII век, улица „Виторио Емануеле II“
- Палацо Платамоне, XIV-XIX век, улица Виторио Емануеле II“
- Палацо Копола, XIX век, улица „Виторио Емануеле II“
- Палацо Киарамонте (по-късно манастир Сан Доменико), XIV век, улица Виторио Емануеле II“
- Палацо Вентимиля (по-късно манастирът „Сан Франческо“), XIV век, улица „Сан Франческо“
- Палацо Майорана, XVIII-XIX век, пл. „Сан Доменико“
- Кметство (бивш Palazzo Giuratorio), пл. „УмбертоI“, дом на музея „Антонио Кордичи“

### Сгради с двор (bagli)
- Бальо Сан Матео (агро-лесовъден музей)
- Бальо Адраня, XIX век;
- Бали Джилиберти, XIX век

### Религиозна архитектура
Ериче е бил известен в древността като „град на сто църкви“ и манастири. Днес много от тях са все още видими, а някои са отворени за поклонение:
- Катедрала на Ериче (Chiesa Madre di Erice)
- Църква „Св. Каталд“ (Chiesa di San Cataldo)
- Църква „Св. Юлий“ (Chiesa di San Giuliano)
- Църква „Св. Антоний абат“ (Chiesa di Sant'Antonio Abate)
- Църква „Св. Йоан“ (Chiesa San Giovanni)
- Църква „Св. Мартин“ (Chiesa di San Martino)
- Църква „Св. Урсула“ (Chiesa di Sant'Orsola)
- Църква и манастир „Св. Франциск от Асизи“ (Chiesa e convento di San Francesco d’Assisi)
- Църква и манастир на отците проповедници на Св. Доминик (Chiesa e convento dei frati predicatori di San Domenico)
- Църква и манастир на Анунциата (Chiesa e convento dell’Annunziata o del Carmine)
- Църква и манастир на отците капуцини (Chiesa e convento dei padri cappuccini)
- Манастир на Мартоня на терциариите на Св. Францикс (Convento di Martogna del terz’ordine di S. Francesco)
- Църква и манастир „Св. Салватор“ (Chiesa e monastero del San Salvatore)
- Църква и манастир „Св. Петър“ (Chiesa e monastero di San Pietro)
- Църква и манастир на Минимските отци на Св. Франциск ди Паола“ (Chiesa e convento dei frati minimi di San Francesco di Paola (diruto))
- Църква и манастир „Св. Тереза“ (Chiesa e monastero di Santa Teresa)
- Църква и манастир „Св. Карл“ (Chiesa e monastero di San Carlo)
- Църква и манастир “Св. св. Рох и Себастиан“ (Chiesa e reclusorio dei santissimi Rocco e Sebastiano)
- Манастир на отците терциарии на Св. Франциск (Convento dei padri del terz’ordine di San Francesco)
- Църква „Св. Алберт Бианки“ (Chiesa di Sant'Alberto dei Bianchi)
- Църква „Св. дева и мъченица Катерина“ (Chiesa di Santa Caterina Vergine e Martire)
- Църква „Св. Антоний Падуански“ (Chiesa di Sant'Antonio di Padova)
- Църквичка на Светия дух (Chiesetta dello Spirito Santo)
- Цъкрвичка „Св. Никола от Бари“ (Chiesetta di San Niccolò di Bari)
- Църквичка „Св. Клара“ (Chiesetta di Santa Chiara)
- Църквичка „Пресцети апостоли Филиип и Яков старшии“, нар. впоследствие „Св. Криспин“ (Chiesetta dei santissimi apostoli Filippo e Giacomo maggiore (poi detta di San Crispino))
- Църквичка „Св. дева и мъченица Маргарита“ (Chiesetta di Santa Margherita Vergine e Martire)
- Църквичка „Св. Мария Ракомандата или Снежна“ (Chiesetta di Santa Maria della Raccomandata o della Neve)
- Църквичка на Нашата господарка от Кустоначи (Chiesetta della Nostra Signora di Custonaci)
- Църква на светото тайнсво (Chiesa del Santo Sacramento)
- Църква „Св. апостол Филиип“ (Chiesa di San Filippo Apostolo)
- Църква „Св. Исидор Агрикол“ (Chiesa di Sant'Isidoro Agricola)
- Църквичка „Св. дева и мъченица Агнеса“ (Chiesetta di Sant'Agnese Vergine e Martire)
- Света къща или на Сал (Casa Santa o di Sales)
- Църквичка „Св. архангел Рафаил“ (Chiesetta di San Raffaele Arcangelo)
- Ораторий на Св. Алберт (и Oratorio di Sant'Alberto
- Църква на Нашата господарка на благодатта (Chiesa della Nostra Signora della Grazia)
- Църква „Св. Олива“, днес „Св. Кръст“ (Chiesa di Sant'Oliva (oggi di Santa Croce))
- Светилище на Св. Анна (Santuario di Sant'Anna)
- Църквичка „Св. Илия“ (Chiesetta di Sant'Elia)
- Църквичка на Нашата господарка на милосърдието (Chiesetta della Nostra Signora della Pietà)
- Църква „Св. Мария Магдалена“ (Chiesa di Santa Maria Maddalena)
- Църквичка „Св. мъченик Хиполит“ (Chiesetta di Santo Ippolito Martire)
- Църквичка „Св. апостол и евангелисит Матей“ (Chiesetta di San Matteo Apostolo ed Evangelista)
- Църква „Св. мъченик Христофор“ (Chiesa di San Cristoforo Martire)
- Църквичка „Св. апостол Вартоломей“ (Chiesetta suburbana di S. Bartolomeo Apostolo)
- Църква „Св. евангелист Лука“ (Chiesa di San Luca Evangelista)
- Църквичка “„Св. Никола“ (Chiesetta di San Niccolò)
- Църква „Св. Мария дела Скала“ (Chiesa di Santa Maria della Scala)
- Църквичка „Св. Мария Маджоре“ (Chiesetta di Santa Maria Maggiore)
- Църквичка „Св. мъченици Козма и Дамян“ (Chiesetta dei santi martiri Cosma e Damiano)
- Църква „Св. мъченик Христофор“ (Chiesa di San Cristoforo Martire)

- Катедрала на Ериче
- Сан Джулиано
- Сан Микеле
- Сан Джовани

## Кухня
Кухнята на Ериче, подобно на тази на Трапани, носи отпечатъка на различни народи, преминали през региона през вековете. Сред най-значимите древни гастрономически традиции се открояват ритуалните обеди, организирани в чест на богинята Венера Ерицинска. Тези празненства привличат не само жрици, но и поклонници, които се стичат на планината, за да поднесат храна и напитки като дарове.
Още през първото хилядолетие пр.н.е. влиянието на имигранти от Изтока вероятно обогатява местната диета с нови вкусове и съставки, характерни за отвъдморските територии. Гръцката цивилизация също допринася за развитието на гастрономията в региона, внасяйки нови кулинарни техники и вкусови предпочитания.
От древността до днес месните продукти, сирената и млечните деликатеси, използвани в честванията на богинята Венера, остават запазена марка на местната кухня. По време на празниците трапезите се изпълват със специалитети като касатели „Касатеди“, равиоли с рикота и тума, както и традиционните бисквити „Милиде“, овкусени с масло, сусам и кимион – рецепти с многовековна история.
Кухнята на Ериче включва изискани сладкиши и традиционни ястия, характерни за празнични и специални поводи. Сред най-ценените сладкарски изделия са десертите на бадемова основа, цитрусовите конфитюри и рикотата, които заемат централно място на празничната трапеза.
Един от емблематичните десерти е Касата ди Ериче – съчетание от цитрусови конфитюри, нарязани захаросани плодове и тъмен шоколад, смесени с рикота и пандишпан, завършени с  покритие от марципан „мартурана“.
В кулинарната традиция на Ериче се откроява и Салса Верде (Зелен сос) – пикантен сос с чесън и босилек, използван за овкусяване на домашно приготвени ньоки. Тези ньоки се оформят от смес от твърда пшеница и варени картофи, а в някои варианти се добавят варени и прецедени връхчета от диви аспержи за допълнителен аромат.
Равиолите с рикота също имат своя уникална интерпретация – освен че се сервират варени в месен или рибен бульон, те могат да бъдат подсладени, изпържени и поднесени топли като касатели.
Едно от най-емблематичните ястия остава кускус, който в Ериче има свой специфичен вариант – с пресни бланширани бадеми, нарязани и прецедени през горещ рибен бульон, придавайки му отличителен вкус. 

## Събития
- Мистери на Ериче (Misteri di Erice): провеждат се ежегодно на Разпети петък. Това тържествено шествие пресъздава Страстите Христови чрез серия от скулптурни картини, известни като Мистери, които се носят по улиците на Ериче от членове на местни гилдии в традиционни костюми. Шествието започва от църквата „Сан Джулиано“, където групите скулптури се показват преди началото на ритуала.[17]
- Празник на Пресвета Мария на Кустоначи (Festa di Maria Santissima di Custonaci) – честван ежегодно в края на август, този фестивал почита покровителката на Ериче, Мария Сантисима ди Кустоначи. Акцент на празненствата е Подаването на златните ключове, по време на което кметът символично поверява ключовете на града на Мадоната, последвано от шествие през историческия център с участието на местни служители и представители на съседните общини.[18]
- ЕричеНатале (EricèNatale) – по време на зимния празничен сезон градът е домакин на коледен пазар, коледни елхи, концерти и осветява града с коледни украси и борови дървета. След това на Нова година се провеждат изпълнения на живо на площад „Лоджа“ и фойерверки в полунощ.[19][20]
- Еричестате (Ericestate) – официалната лятна културна програма на Ериче, която се провежда ежегодно между юни и септември. Организирана от община Ериче, тя включва богат календар от събития, включително концерти, театрални представления, художествени изложби, детски занимания и инициативи за храна и вино. Събитията се провеждат на различни места както в историческия център, така и в съвременните квартали, с цел насърчаване на културното участие и подкрепа на туризма в региона.[21]
- Ериче Клаймб (Erice Climb) – ежегодно автомобилно състезание по хълмове, което се изкачва по криволичещите пътища от Валдериче до Ериче. Събитието е част от италианския календар за планински състезания и привлича ентусиасти на моторните спортове от цялата страна.[22]
- Ериче Трейл (Erice Trail) – пролетно състезание по планинско бягане, което преминава през части от Каза Санта, Валдериче и историческия център на Ериче. Маршрутът представя природните и исторически пейзажи на планината.[23]